# 植場平

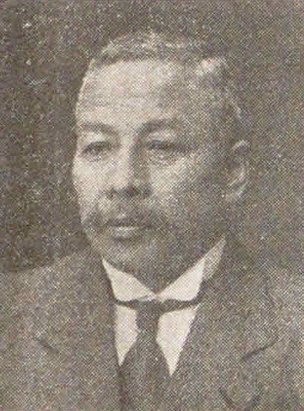
植場平

植場 平（うえば はかる、安政2年3月2日（1855年4月18日） – 昭和4年（1929年）8月17日）は、衆議院議員（立憲政友会→政友本党→立憲民政党）。

## 経歴
讃岐国香川郡百相村（現在の香川県高松市）出身。1882年（明治15年）、大阪府警部補に任じられた。1887年（明治20年）、島上・島下両郡連合会議員となり、淀川改良工事の請願に取り組んだ。1897年（明治30年）、自由党大阪支部幹事となり、大阪府会議員に当選した。その後、憲政党・立憲政友会の創設に参加し、幹事となった。
1902年（明治35年）、第7回衆議院議員総選挙に出馬し、当選。以後、当選回数は8回を数えた。その間、高槻町長、大冠村長を務めた。
その他に高槻銀行取締役を務めた。

## 親族
- 植場鉄三 - 養子[3]。拓務次官、呉羽紡績社長。